# Cédule 40
Cédule 40 est un collectif d'artistes fondé en 2005 à Saguenay. Le collectif est connu pour ses créations imposantes s'intégrant à l'environnement,, dans la tradition du Land art.

## Membres du collectif
- Noémie Payant-Hébert est titulaire d'une maîtrise en Arts de l'Université du Québec à Chicoutimi[3] et réside à Saguenay depuis 2002.  Elle travaille dans les domaines du cinéma et des arts visuels[4],[5].
- Julien Boily est titulaire d'un Baccalauréat en Arts de l'Université du Québec à Chicoutimi et d'un Diplôme d'études collégiales en Arts et technologies informatisées du Cégep d'Alma[6].  Outre son implication au sein du collectif Cédule 40, Julien Boily travaille la peinture[7],[8],[9]
- Sonia Boudreau est une artiste multidisciplinaire[10],[11],[12],[13]. Elle est enseignante au Cégep de Chicoutimi[14].
- Étienne Boulanger pratique les arts de la performance[15],[16],[17],[18].  Il est enseignant au cégep d'Alma[19].

## Démarche artistique
Cédule 40 crée des œuvres participatives et évolutives alliant les forces de la nature et les symboles de la civilisation.  Ces œuvres sont créées in situ en fonction de l'histoire et des traditions de la communauté qui accueille l'œuvre.

## Projets

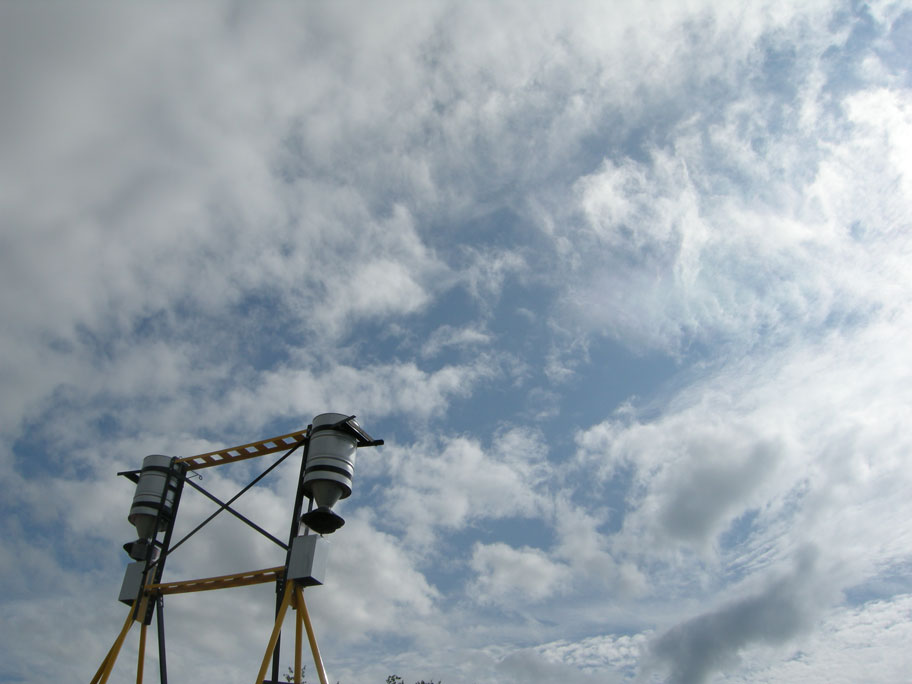
Projet Bascule

- Bascule : souterrain de jeu (2006)
- Bascule : terrain fertile (2007)
- Rouage (2008) Présenté à Québec dans le cadre des festivités du 400e anniversaire de la fondation de la ville.
- Champ de bataille (2008), présenté à la galerie d'art Espace.ca à Alma.
- Bascule : les ondées aratoires[20], présenté aux éditions 2008, 2009 et 2010 du Festival international de jardins aux Jardins de Métis/Reford Gardens[21]
- Labyrinthe, présenté à l'édition de 2009 du Festival international de jardins aux Jardins de Métis/Reford Gardens[22]
- Révolution[23], présenté à l'événement d'arts actuels Orange à St-Hyacinthe en 2009[24],[25]
- La glissoire (2010)[2],[26],[27]

## Reconnaissances et distinctions
- 2006 - Sélection du projet Bascule : souterrain de jeu au Festival International des Jardins Métis
- 2007 - Sélection du projet Bascule : terrain fertile au Festival International des Jardins Métis
- 2008, 2009, 2010 - Sélection du projet Bascule : les ondées aratoires au Festival International des Jardins Métis
- 2008 - Bourse de soutien aux projets de la fondation Timi
- 2008 - Bourse d'excellence CGI
- 2008 - Sélection du projet Rouages dans le cadre des festivités du 400e anniversaire de la fondation de la ville de Québec[28]
- 2009 - Sélection du projet Labyrinthe Festival International des Jardins Métis
- 2009 - Subvention du Conseil des arts du Canada
- 2009 - Subvention du Conseil des arts de Saguenay[29]
- 2009 - Bourse du Fonds d'excellence du Saguenay-Lac-St-Jean pour les arts et les lettres (CALQ et CRÉ)
- 2009 - Bourse de commande d'œuvre du CALQ
- 2009 - Sélection du projet Révolution à l'événement d'art actuel Orange.